# Ben Dolic
Ben Dolic de son vrai nom Benjamin Dolić est un chanteur pop slovène né le 4 mai 1997 à Ljubljana. 
Il a été sélectionné en interne pour représenter l'Allemagne au Concours Eurovision de la chanson 2020 à Rotterdam avec le titre Violent Thing, avant que l'édition 2020 du concours ne soit annulée.

## Biographie
Sa carrière musicale a commencé à l'âge de douze ans lorsqu'il participe à la version slovène de La France a un incroyable talent (Slovenija ima talent) dans son pays d'origine et atteint la demi-finale du concours avec son interprétation de Man in the Mirror de Michael Jackson. En 2016, il participe à la décision préliminaire slovène pour le Concours Eurovision de la chanson 2016 avec son groupe D Base, mais est éliminé en demi-finale.
Après avoir déménagé en Suisse à l'âge de 18 ans, Dolic vit à Berlin depuis le début de 2020, où vit également sa compagne.

## The Voice of Germany 2018
Avec sa participation à la huitième saison de The Voice of Germany 2018, il se fait connaître auprès d'un public plus large. Il est supervisé par Yvonne Catterfeld pendant le télé-crochet et termine à la deuxième place derrière Samuel Rösch. Il part ensuite en tournée avec les autres finalistes en Allemagne et en Autriche. Au cours du télé-crochet The Voice of Germany 2018, il interprète ces titres :
- Blind Auditions : No Tears Left to cry d'Ariana Grande
- Battles : Cry Me a River de Justin Timberlake
- Sing-Offs : Stay de Rihanna
- Demi-finales : Can't Help Falling In Love d'Elvis Presley
- Finale : She's Out of My Life de Michael Jackson
- Duo avec sa coach Yvonne Catterfeld : Creep de Radiohead
- Duo avec Zara Larsson : Ruin My Life

## Concours Eurovision de la chanson 2020
En 2020, Dolic est sélectionné comme représentant allemand pour le Concours Eurovision de la chanson 2020 à Rotterdam avec le titre Violent Thing. Pour la première fois depuis 2009, la contribution a été sélectionnée en interne par deux jurys spécialisés. La chanson Violent Thing a été écrite par Borislav Milanov et son équipe, qui avait auparavant composé de nombreuses chansons pour le concours. Dolic aurait dû participer lors de la finale qui devait se tenir le 16 mai 2020.

## Discographie
- Ben Dolic est représenté sur l'album Buden de Dravle Records en 2020 avec la chanson Nebo.
- En 2018, il a sorti son single Complete.
- Il a contribué à cinq chansons de l'album You Know I Knew produit par Hyu en 2016 : Dirty Love, Bounce, Fortnight, Depth et Insane.
- En 2016 il a sorti les titres Tvoj Dan et Vase poglej avec le groupe D Base sous le label Menart Records.